# Wolseley Racing
Der Wolseley Racing war der erste Pkw mit Vierzylindermotor von Wolseley. Er kam 1901 heraus.
Der Wagen besaß einen Vierzylinder-Blockmotor mit 2,6 Liter Hubraum und seitlich stehenden Ventilen (sv), der bei 750 min−1 20 bhp (14,7 kW) abgab. Er wog 1067 kg.
Es ist nicht bekannt, wie lange dieses Modell hergestellt wurde und wie viele Exemplare verkauft wurden.